# Bandeira de Zanzibar

Bandeira de Zanzibar desde 2005.

A bandeira de Zanzibar foi significativamente alterada desde que o país conseguiu independência. Após a independência, o Sultanato adoptou uma bandeira amarela com barras horizontais vermelhas, brancas, verdes e amarelas, sendo as amarelas o triplo em largura das outras, e carregadas com crescentes verdes para simbolizar o Islão.

## História

Bandeira do Sultanato de Zanzibar, usada desde a independência de Abril de 1963 até à deposição do Sultanato em Janeiro de 1964.
Bandeira da República Popular de Zanzibar e Pemba (1964) antes da criação da República Unida da Tanzânia.